# Prêmio Comstock de Física
O Prêmio Comstock de Física (em inglês:  Comstock Prize in Physics) é concedido pela Academia Nacional de Ciências dos Estados Unidos por descobertas ou investigações inovativas recentes em eletricidade, magnetismo ou energia radiante, interpretadas de forma abrangente.
Os laureados devem ser residentes na América do Norte. Nomeado em honra de Cyrus Ballou Comstock, o prêmio é concedido aproximadamente a cada cinco anos, desde 1913.

## Laureados[1]
- 1913: Robert Andrews Millikan
- 1918: Samuel Jackson Barnett
- 1923: William Duane
- 1928: Clinton Davisson
- 1933: Percy Williams Bridgman
- 1938: Ernest Lawrence
- 1943: Donald William Kerst
- 1948: Merle Antony Tuve
- 1953: William Bradford Shockley
- 1958: Charles Hard Townes
- 1963: Chien-Shiung Wu
- 1968: Leon Neil Cooper e John Robert Schrieffer
- 1973: Robert Henry Dicke
- 1978: Raymond Davis Jr.
- 1983: Theodor Hänsch e Peter Sorokin
- 1988: Chu Ching-wu e Maw-Kuen Wu
- 1993: Erwin Hahn e Charles Pence Slichter
- 1999: John Clarke
- 2004: John Norris Bahcall
- 2009: Charles Leonard Bennett
- 2014: Deborah Jin